# Finette Agyapong
Finette Agyapong (née le 1er février 1997 à Londres) est une athlète britannique spécialiste du 200 mètres.

## Carrière
Elle est membre du club des Newham & Essex Beagles et fit des études de droit à l'université Brunel. Elle est entraînée par Coral Nourrice.
Lors des Championnats d'Europe espoirs 2017, elle améliore à deux reprises son record du 200 m (22 s 86), pour remporter le titre avec 1/100e de plus en finale.
En septembre 2018, elle fait partie de la campagne de promotion de la nouvelle gamme de son équipementier Puma en compagnie d'Imani-Lara Lansiquot et Maya Bruney.

## Palmarès
| Date | Compétition                       | Lieu       | Résultat | Épreuve   | Temps         |
| ---- | --------------------------------- | ---------- | -------- | --------- | ------------- |
| 2016 | Championnats du monde juniors     | Bydgoszcz  | 7e       | 200 m     | 23 s 74       |
| 2017 | Championnats d'Europe par équipes | Lille      | 4e       | 200 m     | 23 s 00       |
| 2017 | Championnats d'Europe espoirs     | Bydgoszcz  | 1re      | 200 m     | 22 s 87       |
| 2018 | Jeux du Commonwealth              | Gold Coast | 4e       | 4 x 400 m | 3 min 27 s 21 |
| 2018 | Championnats d'Europe             | Berlin     | 3e       | 4 x 400 m | séries        |
| 2019 | Championnats d'Europe espoirs     | Gävle      | 2e       | 4 x 400 m | 3 min 32 s 91 |

## Records
| Épreuve | Épreuve   | Temps   | Lieu       | Date             |
| ------- | --------- | ------- | ---------- | ---------------- |
| 60 m    | En salle  | 7 s 36  | Ostrava    | 25 janvier 2018  |
| 100 m   | Plein air | 11 s 49 | Birmingham | 1er juillet 2017 |
| 200 m   | Plein air | 22 s 86 | Bydgoszcz  | 15 juillet 2017  |
| 200 m   | En salle  | 23 s 30 | Birmingham | 18 février 2018  |